# Gagrella spinacantha
Gagrella spinacantha is een hooiwagen uit de familie Sclerosomatidae.